# Predator (Accept)
Predator is het elfde studioalbum van de Duitse metalband Accept.
Dit is het laatste album met zanger Udo Dirkschneider. De drums op dit album werden bespeeld door Michael Cartellone.

## Nummers
1. Hard Attack (4:46)
2. Crossroads (5:13)
3. Making Me Scream (4:14)
4. Diggin' in the Dirt (4:01)
5. Lay It Down (5:02)
6. It Ain't Over Yet (4:17)
7. Predator (3:37)
8. Crucified (3:01)
9. Take Out the Crime (3:12)
10. Don't Give a Damn (2:58)
11. Run through the Night (3:19)
12. Primitive (4:38)

## Bezetting
- Udo Dirkschneider - zang
- Wolf Hoffmann - gitaar
- Peter Baltes - basgitaar, zang in het tweede, vijfde en zesde nummer
- Michael Cartellone - drums